# Nery Kennedy
Nery Gustavo Kennedy Rolón (né le 28 mai 1973) est un lanceur de javelot natif du Paraguay et maintenant résident canadien. Il a participé deux fois aux Jeux olympiques pour son pays d'origine le Paraguay, multiple champion des Championnats sud-américains, durant sa carrière de plus de 20 ans, son meilleur lancer a été de 81,28 m. Il est maintenant résident étranger au Canada dont il tente d'obtenir la citoyenneté. 
Il est revenu sur les stades en juillet 2008, après 5 ans d'absence. Nery Gustavo Kennedy Rolon est le nouveau recordman québécois au lancer du javelot, il a effectué un lancer d'une distance de 76,66 m lors du Championnat canadien qui s'est déroulé du 3 au 6 juillet 2008 à Windsor, Ontario. Ce Québécois d’adoption en a surpris plus d’un lors du début du championnat, il a terminé au premier rang de cette qualification, devançant l’actuel détenteur du record canadien et favori, pour remporter cette épreuve, l’Ontarien Scott Russell. Nery est maintenant membre du Club d’athlétisme « Les Vainqueurs » de Montréal.
L’ancien record québécois (73,39 m) était détenu par Andrew McDonagh depuis 2000. 

## Palmarès
| Year | Tournament                | Venue                    | Result | Distance |
| ---- | ------------------------- | ------------------------ | ------ | -------- |
| 1992 | Jeux Olympiques           | Barcelone, Espagne       | 30e    | 65 m     |
| 1997 | Championnat Sud Américain | Mar del Plata, Argentine | 1er    | 75,08 m  |
| 1999 | Championnats du monde     | Séville, Espagne         | 30e    | 71,74 m  |
|      | Championnat Sud Américain | Bogota, Colombie         | 1er    | 78,89 m  |
| 2000 | Jeux Olympiques           | Sydney, Australie        | 33e    | 70,26 m  |
| 2001 | Championnat Sud Américain | Manaus, Brésil           | 2e     | 74,41 m  |
| 2003 | Championnats du monde     | Paris, France            | 21e    | 68,83 m  |
| 2003 | Championnat Sud Américain | Barquisimeto, Venezuela  | 3e     | 75,53 m  |